# Rhizoprionodon
Genre
Rhizoprionodon est un genre de requins de la famille des Carcharhinidae.

## Liste des espèces
Selon FishBase (5 novembre 2014), World Register of Marine Species (5 novembre 2014) et ITIS (5 novembre 2014) :
- Rhizoprionodon acutus (Rüppell, 1837) - Requin à nez pointu
- Rhizoprionodon lalandii (Müller et Henle, 1839) - Requin aiguille du Brésil
- Rhizoprionodon longurio (Jordan et Gilbert, 1882) - Requin bironche
- Rhizoprionodon oligolinx Springer, 1964 - Requin aiguille gris
- Rhizoprionodon porosus (Poey, 1861) - Requin aiguille des Antilles
- Rhizoprionodon taylori (Ogilby, 1915) - Requin aiguille réchine
- Rhizoprionodon terraenovae (Richardson, 1836) - Requin aiguille de l'Atlantique

## Liste complémentaire
- †Rhizoprionodon ficheuri (Joleaud, 1912)
- †Rhizoprionodon taxandriae (Leriche, 1926)

† = espèce éteinte

## Illsutrations

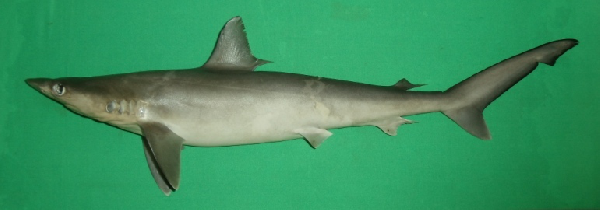
Rhizoprionodon acutus
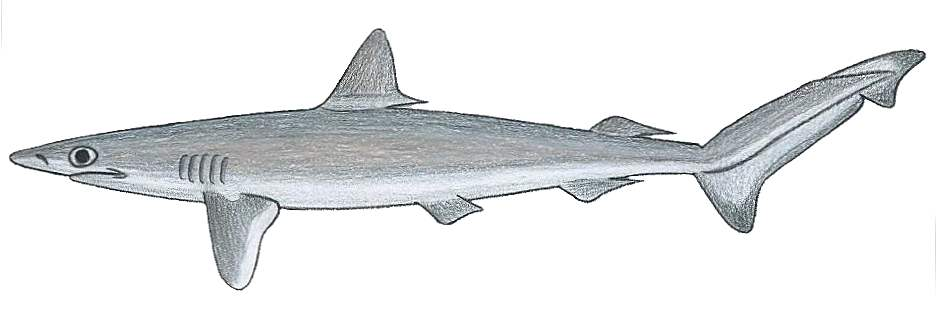
Rhizoprionodon lalandii
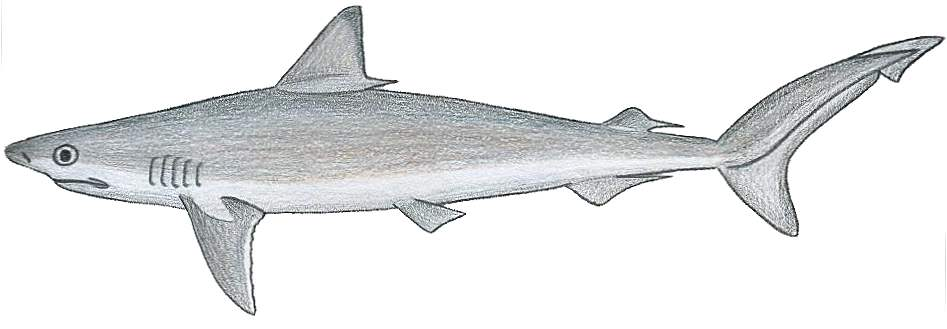
Rhizoprionodon porosus
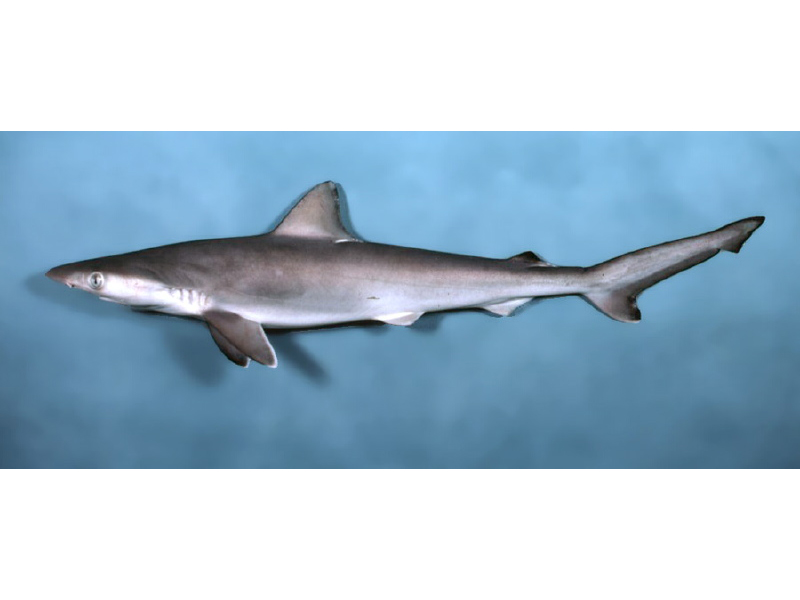
Rhizoprionodon terraenovae
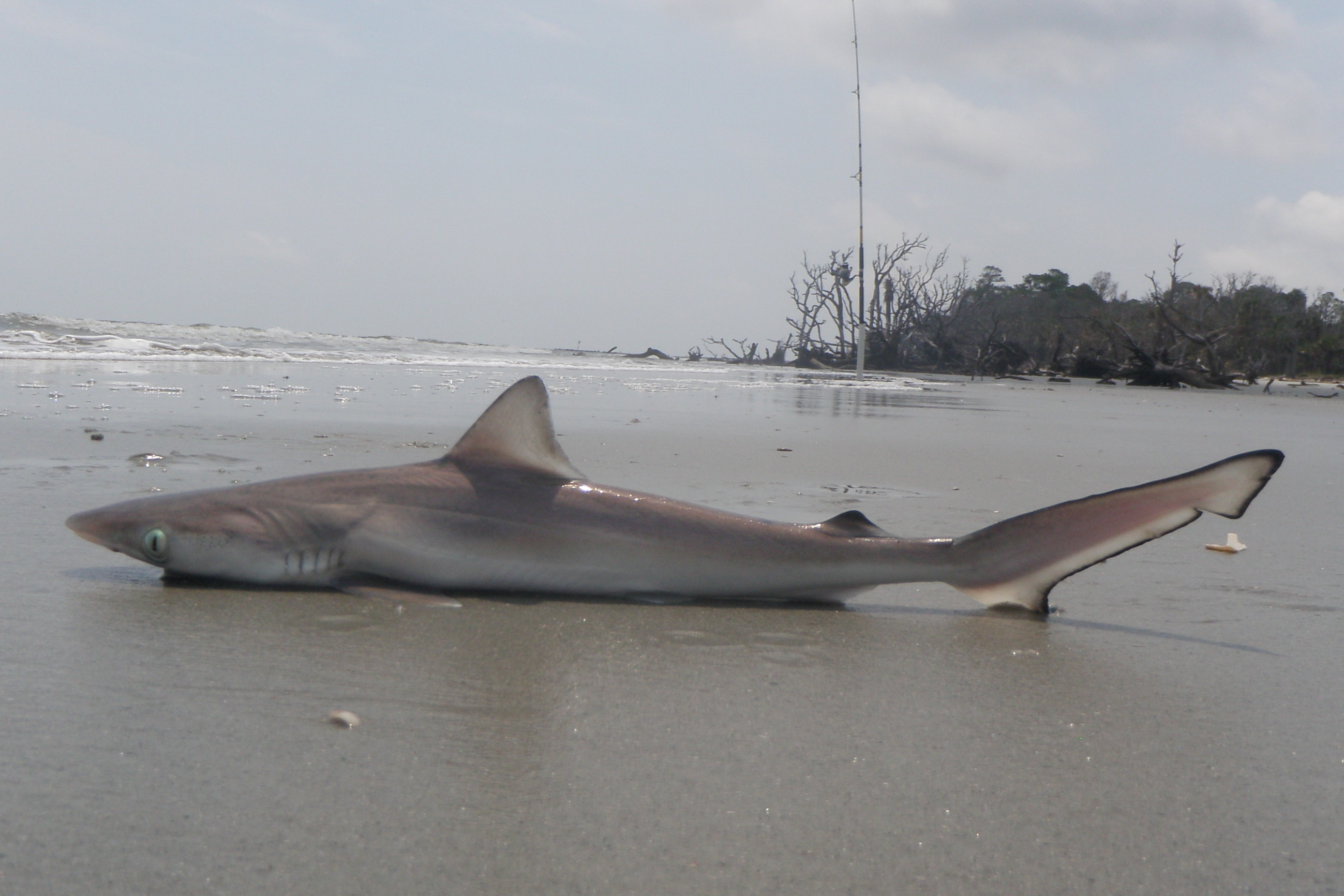
Rhizoprionodon terraenovae